# Андский университет (Венесуэла)
Андский университет (исп. Universidad de Los Andes) — второй старейший университет Венесуэлы, крупнейший государственный университет венесуэльских Анд. Основные кампусы университета расположены в городе Мерида.

## История
Андский университет был изначально создан 29 марта 1785 года епископом Мериды в качестве католической семинарии под названием «Королевский колледж-семинария Святого Бонавентуры в Мериде» (исп. Real Colegio Seminario de San Buenaventura de Mérida). 21 сентября 1810 года школа получила статус королевского университета, получив право давать степени в сфере философии, медицины, гражданского и канонического (католического) права, теологии. Вплоть до 1832 года университет был непосредственно связан с католической церковью, пока президентом Венесуэлы не был издан указ о его преобразовании в светское образовательное учреждение.
Андский университет имеет два кампуса в Мериде, а также кампуса в штатах Тачира и Трухильо.

### Структура

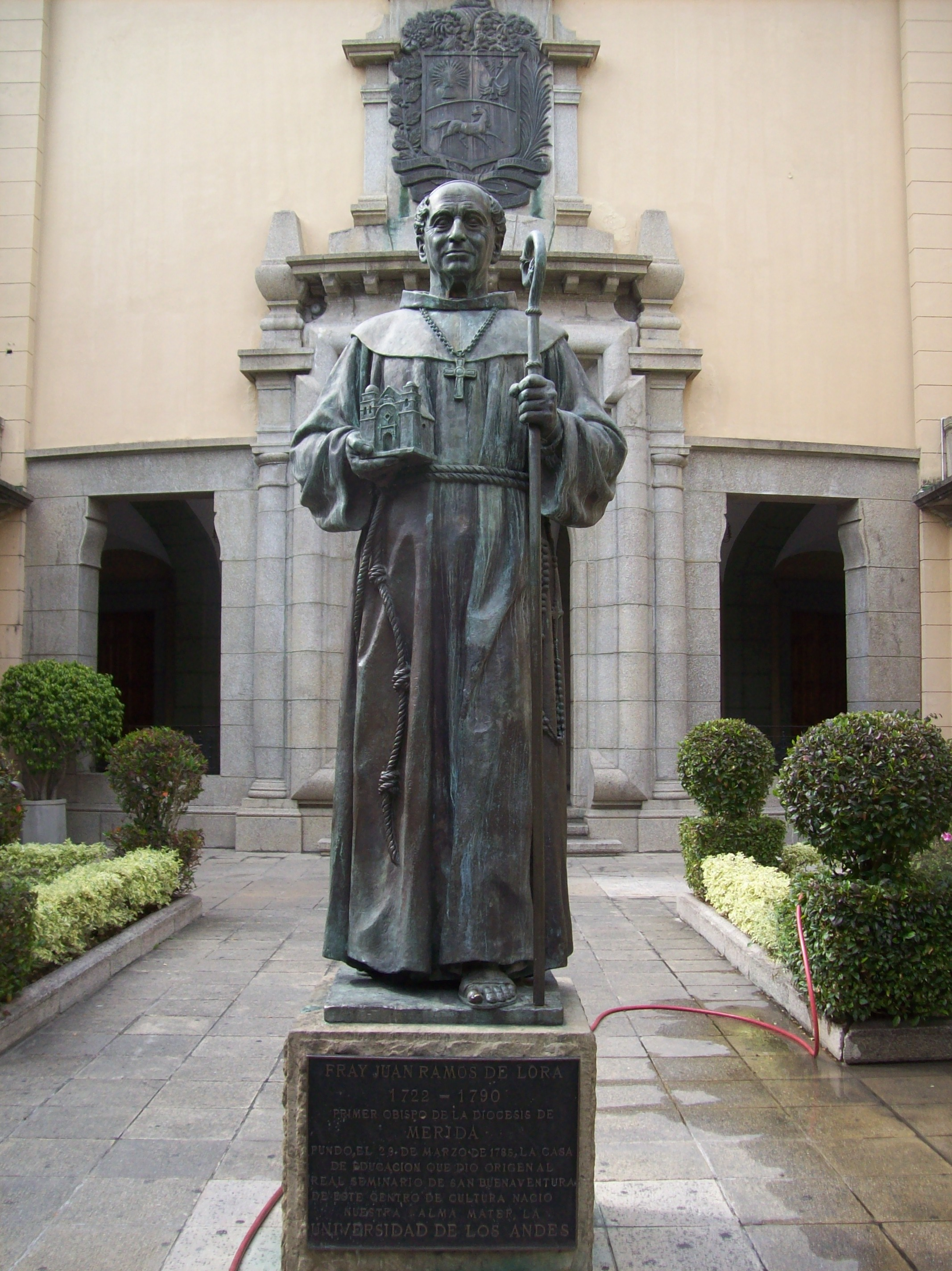
Памятник основателю Андского университета.

| Факультет архитектуры и дизайна - Школа архитектуры - Школа промышленного дизайна Факультет искусств - Школа исполнительного искусства - Школа изобразительных искусств и графического дизайна - Школа музыки Факультет науки - Школа физики - Школа математики - Школа биологии - Школа химии Факультет экономических и социальных наук - Школа бизнес-администрирования - Школа бухгалтерского учёта - Школа экономики - Школа статистики Факультет лесного хозяйства и наук об окружающей среде - Школа лесного хозяйства - Школа географии и возобновляемых источников энергии - Лесотехническая школа | Факультет юридических и политических наук - Школа политических наук - Школа криминологии - Школа права Факультет фармации и биоанализа - Школа биоанализа - Школа фармации Факультет гуманитарных наук и образования - Школа образования - Школа истории - Школа современных языков - Школа журналистики - Школа СМИ | Инженерный факультет - Школа общего машиностроения - Школа гражданского машиностроения - Школа электромашиностроения - Школа геологического машиностроения - Школа машиностроения - Школа химических технологий - Школа системотехники Медицинский факультет - Школа подготовки медицинского персонала - Школа медицины - Школа питания Факультет стоматологии - Школа стоматологии |